# Omamori Himari
Omamori Himari (яп. おまもりひまり, букв. «Хранительница Химари») — манга автора Милана Матра про мальчика Юто, чья жизнь перевернулась в его 16-летие, когда появляется загадочная девушка, представившаяся как защитница от злых духов, которые пытаются убить Юто. Впервые манга была опубликована в журнале Dragon Age издательства Fujimi Shobo. Манга лицензирована в Северной Америке Yen Press и на Тайване одной из дочерних компаний Kadokawa Shoten — Kadokawa Media.

## Сюжет
Семь лет назад родители Юто Амакавы погибли, оставив его одного, без единого родственника. С тех пор его друг детства Ринко Кудзаки заботилась о нём. Единственной вещью, оставшейся от его родственников, был таинственный амулет, подаренный дедушкой и бабушкой как оберег, имеющий защитные чары.
Со дня 16-летия Юто чары оберега пропадают, переставая защищать его от злых духов, и Химари приходит в его жизнь. Химари — дух девушки-кошки и демона, который, кроме любви к Юто, имеет цель защищать его. Есть единственная проблема — у Юто аллергия на кошек.

## Список персонажей
Юто Амакава (яп. 天河 優人 Амакава Ю:то) — единственный наследник семьи Амакава, одной из 12 семей убийц демонов. Родители Юто погибли в автокатастрофе, а он сам впал в депрессию. Только при помощи друга детства Ринко он вновь зажил нормальной жизнью. В течение всей жизни на Юто были наложены защитные чары амулета, которые защищали его от злых духов, но они спали в его 16-летие. В день своего 16-летия Юто встречает Химари — девушку с катаной. Химари — дух кошки и потомок клана духов, который защищал семью Амакава на протяжении многих поколений. Все осложняется тем фактом, что у Юто аллергия на кошек. Жизнь Юто становится еще более интересной, когда он узнает о том, что имеет силу «Паром Света» (яп. 光渡し хикари ватаси), которую мечтают заполучить семьи убийц демонов. Первоначально неспособный владеть этой великой силой, Юто постепенно учится обращаться с ней. Способности: Паром Света.
Сэйю: Дайсукэ Хиракава
Химари Ноихара (яп. 緋鞠 Ноихара Химари) — прозванная Клинок Ноихары, Химари белая кошка-демон, проводившая время с Юто, пока он жил у бабушки и дедушки. Когда Юто спросил, почему её волосы черные, при том, что она белая кошка, она ответила, что смоделировала после Куэс. Химари любит Юто с детства, она часто флиртует с ним, и они понемногу сближаются, вспоминая проведенное вместе прошлое. Вооруженная Ясусуной (яп. 安綱 ясуцуна), катаной, доставшейся ей от бабушки и дедушки Юто, она умело обращается с ней в ближнем бою. Её знание современного мира очень ограничено, и она говорит главным образом архаичным и чрезмерно вежливым способом. У неё нет родителей, так как её мать умерла после рождения, а отец дикий кот, поэтому все воины в её роду женщины. Если Химари потеряет рассудок в битве, она может превратиться в демона-кошку с неконтролируемой жаждой крови. Способности: Сверхчеловеческая сила, скорость, выносливость и рефлексы. Также она мастер ближнего боя и клинков. После потери рассудка Химари стала еще сильнее и кровожаднее.
Сэйю: Ами Косимидзу
Ринко Кудзаки (яп. 九崎 凛子 Кудзаки Ринко) — друг детства Юто (когда он жил с родителями). Ринко плакала вместе с Юто, когда его родители умерли, и она помогла ему выйти из депрессии. Она без ума от Юто и ей нравилось такое положение дел, пока другие девушки не начали заигрывать с ним. Каждый год во время летних фестивалей, как своего рода традиция, Юто покупает Ринко две красные ленточки, которые она носит круглый год. У неё есть кот по имени Ранмару, которого она иногда использует в качестве инструмента, чтобы угрожать Юто из-за его аллергии или как способ разбудить его с утра. Она ревнует Юто к другим девушкам и имеет комплекс из-за своего размера груди. Она всегда срывает романтический контакт Юто и других девушек ударом ему в лицо или по голове. Иногда, вместо этого, она присоединятся. Способности: превосходная спортивная подготовка.
Сэйю: Иори Номидзу
Сидзуку (яп. 静水久 Сидзуку) — демон Мидзути (Водяной Дракон) с видом маленькой девочки с короткими зелеными волосами и змеиным языком, который неплохо растягивается. Также она может дышать под водой. Обычно Сидзуку имеет стоическое выражение и почти всегда пропитана водой. Однако её стоицизм вмиг испаряется, когда возникает необходимость убивать. Семья Сидзуку была убита кланом Дзибасири и теперь она имеет зуб на них. Впервые она встречается с Юто на реке, где предупреждает, что убьет его, если он станет убийцей демонов. Для большей уверенности в этом она начинает жить с Юто и влюбляется в него. Во многих случаях она имеет возможность флиртовать с ним в присутствии других. После встречи с потомком ныне вымершего клана убийц демонов Дзибасири её наконец отпускает гнев. Она часто заканчивает предложение с «нано» (яп. なの). Способности: Кроме превосходного умения готовить, стирать и убирать, она умеет управлять водой и льдом, не смешанными с кровью духов, и использовать их в качестве оружия, а также излечивать раны. Она является сильным оппонентом в месте с большим количеством воды, но очень чувствительна к температуре окружающей среды и нуждается в охлаждении, путём поедания мороженого. Зимой она прячется в теплых местах, например Котацу.
Сэйю: Кэй Синдо
Лизлет Л. Челси (яп. リズレト・エル・チェルシー Ридзурэтто Эру Тьэруси:) — Лизлет работает официанткой в чайной. Она является цукумогами, предметом, который со временем обрел душу. Она выглядит как молодая привлекательная девушка, но её настоящее тело — антикварная чашка, которую владелец кафе купил в Англии. Когда она встречает Юто у себя на работе, она думает, что он экзорцист, и что он пытается убить её. В панике она подмешала в чай Юто волшебство, но Сидзуку предупредила Юто. Химари атаковала Лиз, но вскоре выяснилось, что у неё есть настоящее тело. Химари нашла чашку, но случайно уронила её. Тогда Юто прыгнул и спас жизнь Лиз. Тогда она убедилась в том, что Юто не опасен, и видит в нем «особого клиента» и «мастера». Способности: Сверхчеловеческая сила и скорость. Так как её тело всего лишь иллюзия, она неспособна умереть даже от ножа в сердце.
Сэйю: Асука Огамэ
Тамамо но Маэ (яп. 玉藻前 Тамамо но Маэ) — одна из главных антагонистов. Она является духом девятихвостой лисицы, что соответствует японской мифологии. В аниме появляется в виде маленькой девочки примерно 8—10 лет. Тама — аякаси-каннибал. Она питается другими аякаси, чтобы обрести силу. Её использует Сютен-додзи, который надеется с помощью Тамы стать сильнее. Способности: Мастерски владеет магией, от защитного барьера до мощных атакующих заклятий.
Сэйю: Каору Мидзухара
Сютэн-додзи (яп. 朱天童子 Сютэн-до:дзи) — Постоянный спутник Тамы. Вместе с Тамой они являются самыми сильными аякаси Японии. Пассивно манипулируя Тамой, надеется получить безграничную силу. Погиб, потеряв материальное тело от удара Куэсу и духовное тело, прикрыв Таму от смертельного удара Химари. Способности: Как и большинство аякаси, владеет магией.
Сэйю: Масами Кикути
Кая (яп. 加耶 Кая) — это дух домашнего очага, обитающий в Ноихаре. Она любит Химари и желает, чтобы Юто умер, тогда Химари вернется в Ноихару. Способности: Может генерировать защитное поле.
Сэйю: Марико Хонда
Агэха (яп. 明夏羽 Агэха) — демон воздуха. Пыталась убить Юто и Химари в лесу близ Ноихары. Была спасена Юто от Химари. Позже выпила крови Юто, думая, что она поможет ей в защите от аякаси-каннибала. Способности: Владеет гипнозом. Может растягивать руки до невообразимой длины. Владеет холодным оружием и пирокинезом.
Сэйю: Тиаки Такахаси
Саса (яп. 沙砂 Саса) — одноглазый демон-кузнец. Постоянно ходит с Агэхой. Во время первого нападения Агэхи на Юто и Химари отвлекала остальных. Во время второго нападения Агэхи не атаковала. При объединении с Юто помогла с починкой Ясуцуны, который был сломан в битве Химари с Куэс. В отличие от аниме, в манге является мальчиком. Способности: Знает все об оружии. Может стрелять лучами из глаза. Призывает огромные бревна, которые падают с неба на противника. Может увеличить свою массу.
Сэйю: Мияко Ниго
Куэсу Дзингудзи (яп. 神宮寺 くえす Дзингудзи Куэсу) — Дочь клана убийц демонов Дзингудзи. В детстве заключила договор с Юто, согласно которому он и Куэс должны жениться. Клан Дзингудзи использует западную магию, за что презираем другими кланами. Очень агрессивна и самовлюблена. Назло Химари целует Юто при первой их совместной встрече. Называет Юто Ютиком (Ю-тян). Любит его по-настоящему, но никогда не показывает этого при остальных. Недолюбливает Химари ввиду их привязанности к Юте. К слову — это она наложила на Юто заклинание, вызывающее у него аллергию на кошек. Погибла в битве с Сютэн-додзи, получив слишком серьезные ранения, и разрешила перед самой смертью держать Юто Химари. Способности: Владеет западной магией. Помимо этого, владеет пистолетом Стечкина АПС, который использовала в битве с Химари. Хочет заполучить силу клана Амакава, «Паром Света».

## Аниме

### Список серий
| № серии | Название                                                                                                 | Трансляция в Японии  |
| ------- | --- | -------------------- |
| 1       | Кошка, девушка и аллергия «Нэко то Сё:дзё то Арэруги:» (猫と少女とアレルギー)                            | 6 января 2010 года   |
| 2       | Морская схватка кошки «Уминэко Сукурамбуру» (海ねこスクランブル)                                         | 13 января 2010 года  |
| 3       | Гoрничная-кoшка «Мэйдо ин Нэко» (メイドinネコ)                                                           | 20 января 2010 года  |
| 4       | Белая кoшечка Нoихары «Ноихара но Сирой Нэко» (野井原の白いネコ)                                         | 27 января 2010 года  |
| 5       | Беспокойная кошка и самоконтроль «Наямэру Нэко то Хэйдзё:син» (悩める猫と平常心)                         | 3 февраля 2010 года  |
| 6       | Поцелуй x Кошка x Поцелуй «Кису x Нэко x Кис» (キス×ネコ×KISS)                                           | 10 февраля 2010 года |
| 7       | Чувства кошки и меланхолия ведьмы «Нэко но Омои то Махо: Сё:дзё но Ю:уцу» (猫の想いと魔法少女のユウウツ) | 17 февраля 2010 года |
| 8       | Любопытство сгубило кошку (Curiosity killed the cat)                                                     | 24 февраля 2010 года |
| 9       | Тихое «мяу» в объятиях тьмы «Нэко наку Синобиёру Ями» (猫鳴く忍び寄る闇)                                 | 3 марта 2010 года    |
| 10      | О чувствах кошки «Аясики Нэко но Омой» (妖しき猫の思い)                                                  | 10 марта 2010 года   |
| 11      | Защитница Химари... «Химари, Маморигатана Тоситэ...» (猫 (ひまり), 護り刀として…)                        | 17 марта, 2010 года  |
| 12      | Кошка, Юто и чистое девичье сердце «Нэко то Ю:то то Отомэ но Дзюндзё:» (猫と優人と乙女の純情)            | 24 марта 2010 года   |

### Музыка
Открывающая композиция:
- «Oshichau zo!!» (яп. 押しちゃうぞっ!!) исполняет AyaRuka

Закрывающая композиция:
- «BEAM my BEAM» (яп. ひまりんこ・L・しずくえす) исполняет Himarinko L. Shizukuesu